# Abbigliamento tradizionale del Kosovo

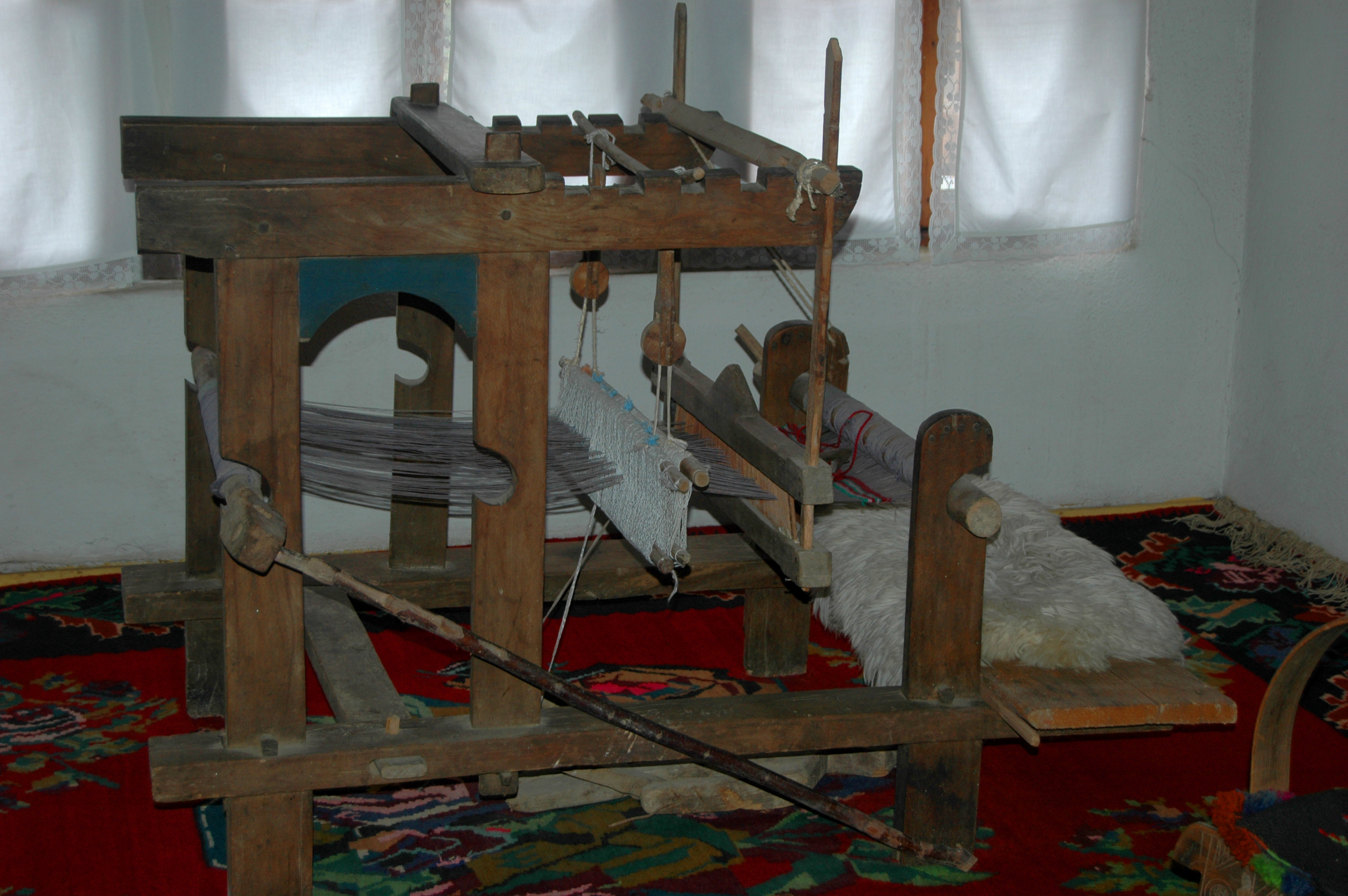
Strumento di lavoro delle donne - vek

L'abbigliamento tradizionale del Kosovo (costume popolare) è uno dei fattori che ha differenziato questa nazione dai paesi vicini, risalente addirittura all'epoca illirica.
L'evoluzione di questo abbigliamento ha seguito il percorso della modernizzazione e dello stile contemporaneo. Tuttavia, i simboli e i motivi fondamentali con cui sono disegnati questi indumenti rimandano spesso all'antichità illirica. I materiali e i metodi tradizionali impiegati per la realizzazione di questi abiti non hanno subito molti cambiamenti nel corso della storia. Gli strumenti utilizzati nella creazione di questi vestiti sono tipicamente kosovari, chiamati vegjë o vek, che è un telaio (somigliante alla jenny filatrice inglese e alla navetta volante). Le metodologie per l'acquisizione dei materiali e la produzione degli abiti sono rimaste costanti nel corso del tempo. I motivi e i disegni presenti su questi indumenti possono essere interpretati alla luce delle credenze religiose preistoriche. Triangoli, rombi, cerchi e croci sono ricorrenti e vengono considerati simboli di salute e fertilità. Cromaticamente, sono tre i colori principali di questi abiti, il più simbolico dei quali è il rosso.

## Origine storica

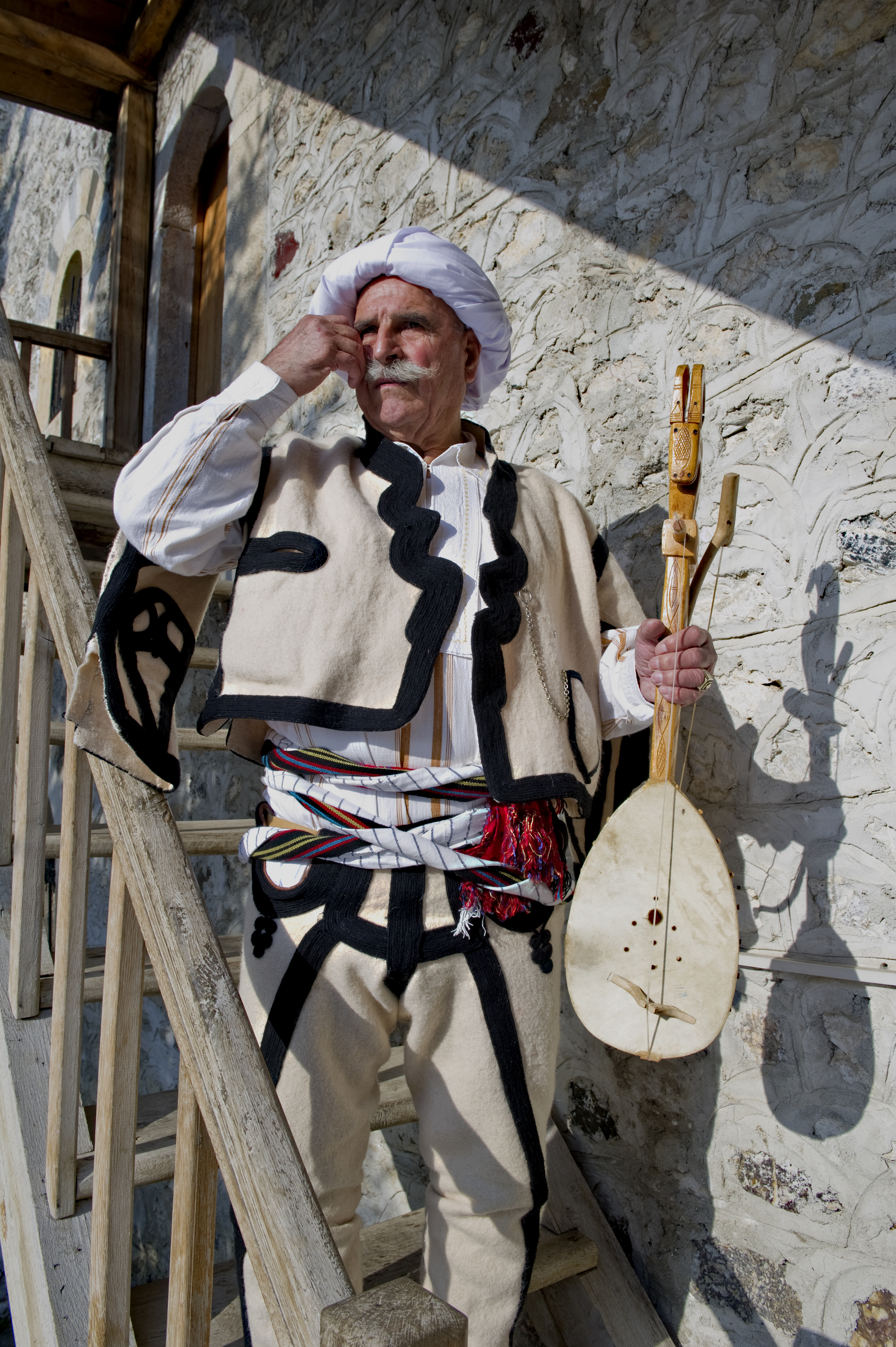
Abbigliamento maschile tradizionale di Podgur, caratterizzato da marhama, poiché porta lo strumento tradizionale Lahuta

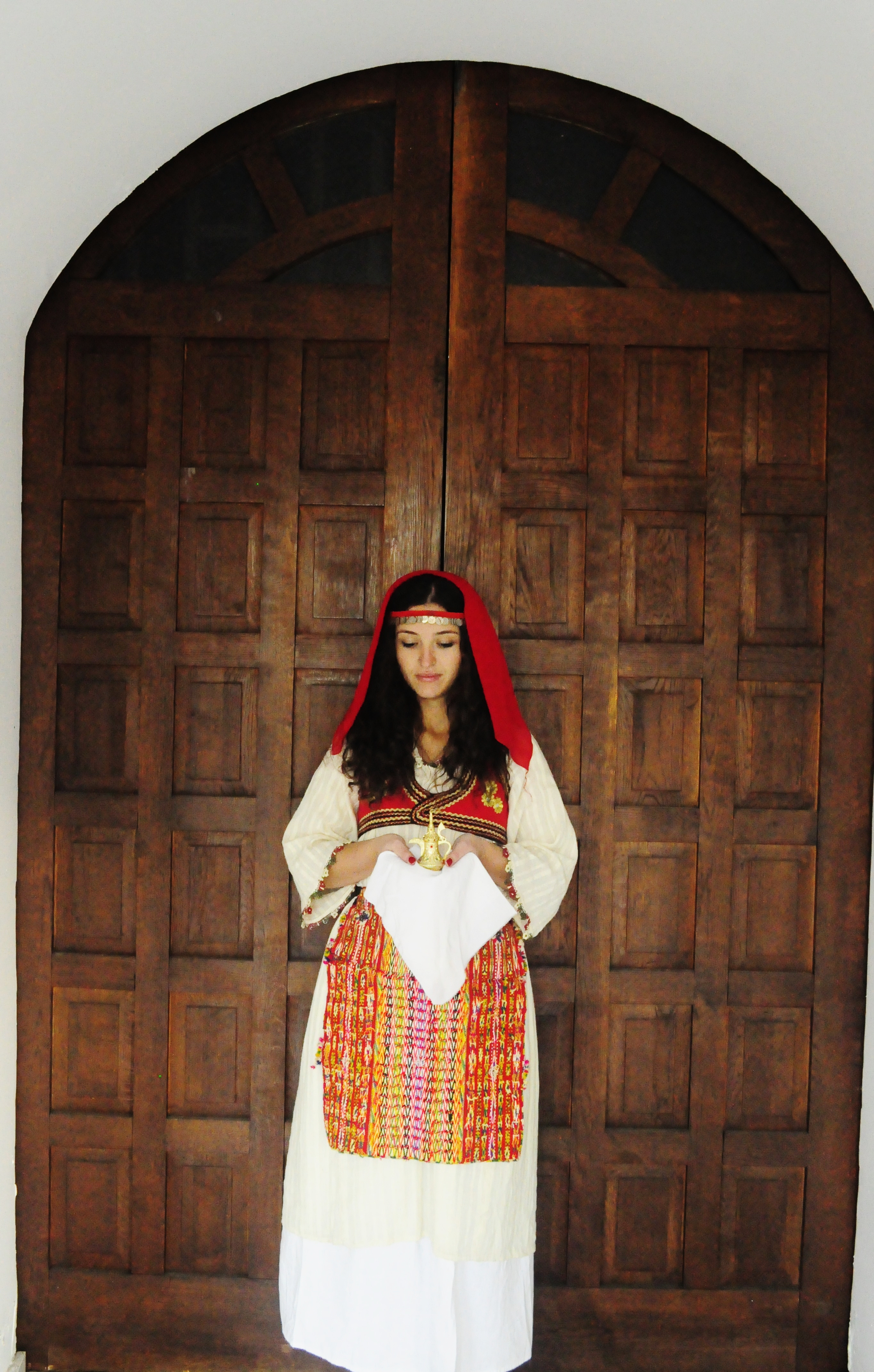
Abbigliamento da donna Podgur caratterizzato dal pizzo a corona

Tra i 140 tipi di costumi tradizionali albanesi, l'abbigliamento di Podgur Veshja e Podgurit ha origini kosovare ed è noto per la sua diversità, esercitando un'influenza significativa su tutte le altre regioni. Questo costume era indossato nella maggior parte delle regioni illiriche e albanesi, rientrando nel contesto internazionale. I capi d'abbigliamento includono camicie sia da uomo che da donna, caratterizzate da maniche ampie e da un colletto stretto abbottonato, accompagnate dal tradizionale cappello bianco per gli uomini, chiamato plis, e da mocassini di pelle o opinga. Gli archeologi del Museo di Pristina datano gli abiti di Podgur al V e IV secolo A.C. Tuttavia, le trasformazioni di questo costume sono state influenzate da diverse dinamiche sociali e culturali, da progressi tecnologici e dallo scambio di elementi tra gruppi etnici. Secondo ricerche sul campo, nel XIX secolo e nei primi due decenni del XX secolo, si sono verificati cambiamenti significativi nella morfologia dell'abbigliamento femminile. Il look del XIX secolo consisteva nel pettinarsi i capelli e intrecciarli. Indossavano anche cappelli rossi a forma semisferica impreziositi da minuscole monete d'oro. Attorno alla sommità del cappello portavano un laccio stretto, lidhëse, che portava 60 lungo cm. Era legato in modo che i loro capelli rimanessero nascosti. Marhama è un tipo di tessuto che veniva indossato lungo il collo e il mento, ma la coda ricamata di marhama era adagiata lungo la spalla destra ed era chiamata masdorja . La camicia era lunga un piede e le maniche erano lunghe e larghe, circa 35 cm e anche ricamato. Shtjellakët (pështjellakët, mbështjellakët) che erano pezzi di stoffa che assomigliavano a un grembiule, erano di grandi dimensioni e stretti in larghezza, e avevano motivi geometrici, come un'ascia o un cerchio. I mocassini erano realizzati con pelle di bovino e lavorati a maglia con pezzi di pelle di pecora. Erano chiamati mocassini gogishte . Come cinture, indossavano un materiale di lana chiamato shokë che veniva lavorato a maglia usando un telaio. Erano le 3 cm di larghezza e la parte ricamata era annodata sul retro. I loro colori erano molto caratteristici e diversi, come il rosso, il verde, il giallo e il nero. Nell'abbigliamento giovanile si indossano più spesso il bianco e il nero, mentre i blazer si arricchiscono anche del rosso, del giallo, del verde e del marrone. Durante la stagione fredda, i giovani indossavano anche un certo tipo di cappello chiamato kapulace . Era fatto di fili di lana a forma di teschio e coprivano ogni parte della testa e del viso tranne gli occhi e il naso. Anche i blazer facevano parte dell'abbigliamento da giovane ed erano fatti di tonaca, simile al costume da adulto. I ragazzi portavano i capelli lunghi fino alle spalle. Prima che i costumi venissero realizzati dai sarti, i modelli venivano ritagliati a Peć . Questa operazione veniva eseguita una volta all'anno, durante l'autunno o l'inverno.

### Abbigliamento da uomo

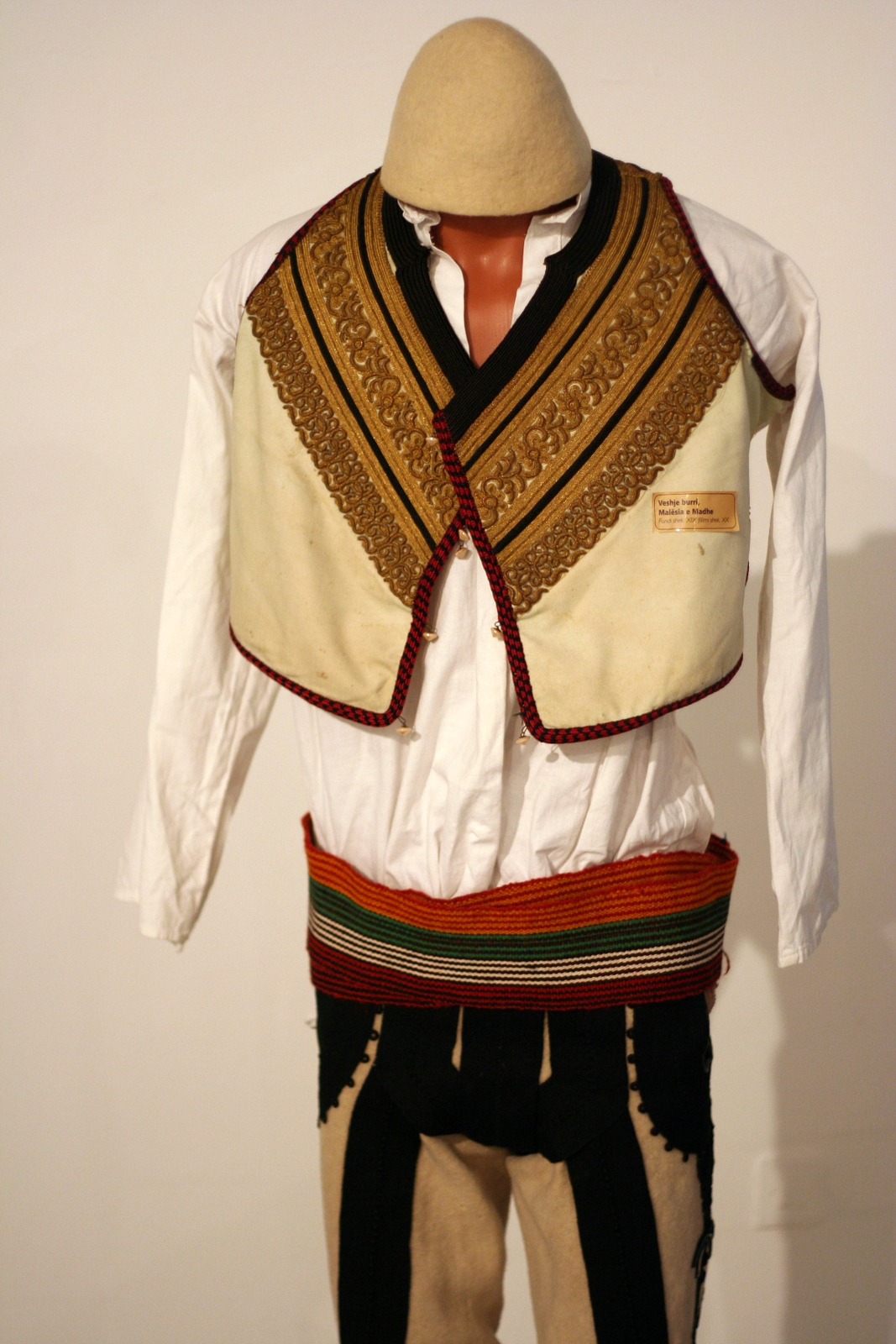
Abbigliamento tirqi maschile

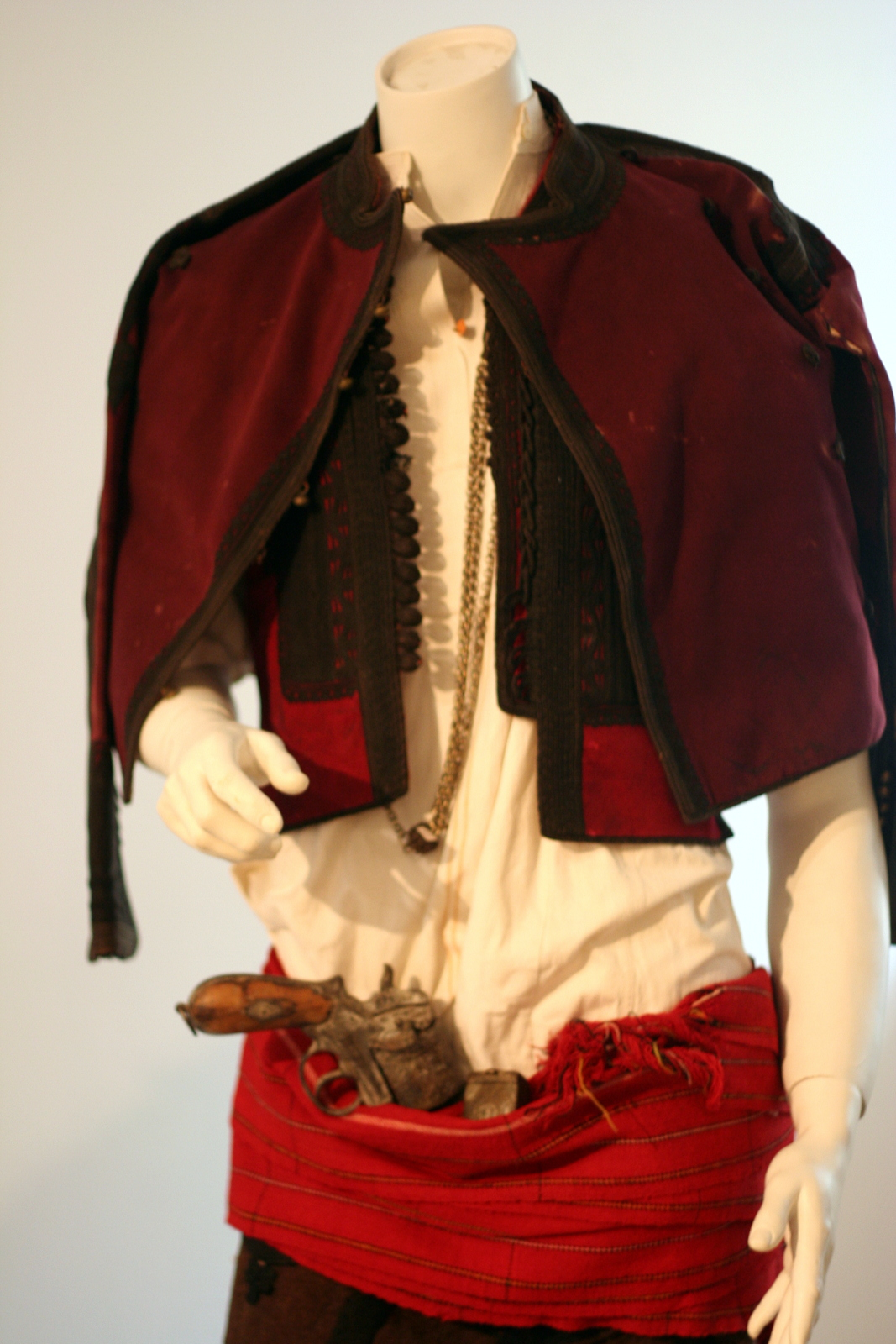
mitan maschile, xhamadan (sotto), shokë e la rivoltella decorativa

Nell'epoca in questione, l'abbigliamento maschile era considerato un simbolo di bellezza e status. Esso comprendeva una camicia, tëlinat (lunghi slip), una sciarpa e tirqe. Le differenze nell'abbigliamento degli adulti riflettevano le loro posizioni economiche. Tra gli indumenti maschili, il vestito da sposo era il più emblematico, poiché simboleggiava l'inizio di una nuova fase della vita. Gli uomini di Podgur indossavano plis semisferici bianchi, accompagnati da una sciarpa di tessuto bianco ornata da shokë orizzontali di diversi colori. Questa sciarpa veniva avvolta attorno al plis, coprendo parzialmente la testa e le orecchie. Tale accessorio era tipicamente indossato dagli uomini di età più avanzata, intorno ai quarant'anni. Le camicie da uomo erano comunemente note come "camicie di castagna" a causa della tonalità di colore castagna dei shokë orizzontali con cui erano realizzate. Oggi, queste "camicie di castagna" sono raramente viste, tranne che nelle regioni montuose. I blazer erano gli indumenti indossati sopra le camicie, caratterizzati da una striscia nera tra le maniche, il colletto e le braccia. Il gilet, o xhamadani, realizzato in tonaca, presentava maniche larghe e raggiungeva la vita in lunghezza, senza colletto, e veniva abbottonato con una fibbia. Solitamente a doppio petto, il gilet era di colore nero. Durante i periodi più freddi, veniva indossato un tipo di blazer chiamato mitani, realizzato anch'esso in tonaca. Era indossato casualmente sopra il giubbotto o xhamadani . Aveva le maniche lunghe, ma senza colletto. Il cinturino nero copriva le parti lungo le maniche, intorno al collo e lungo i gomiti. Mitani aveva un'apertura dalle ascelle ai gomiti, e queste aperture venivano usate per tenere liberamente i mitani . Sulla parte sinistra era cucita una piccola tasca dove gli uomini tenevano i sigari. Il mitani veniva indossato anche dai giovani, ma era più semplice del mitani degli uomini. Tra gli abiti tradizionali degli uomini di Podgur, quello più conosciuto è xhurdia, un tipo di abbigliamento indossato dai ragazzi e simboleggia l'orgoglio. Era fatto di tonaca e di solito erano i sarti a realizzarlo. Aveva maniche lunghe e attillate, era aperto sul petto, lungo fino alla vita e aveva una parte ampia sul retro. Oltre allo xhurdia c'è anche il japanxhija che era l'abbigliamento dei pastori. Veniva però indossato anche da altri in caso di maltempo o di lunghi viaggi. Durante la notte veniva utilizzato anche come una sorta di copertura. Era fatto di tonaca bianca con strisce nere, ed era anche senza maniche e lungo un piede mentre la sua larghezza dipendeva dalla lunghezza, prendendo forma in un modello a forma di cono. Lungo la cintura veniva indossato lo shokë rosso che era più antico dello shokë colorato. La sua lunghezza doveva essere sufficientemente lunga da poter essere avvolta intorno alla vita 5 volte. I Tëlinat ovvero gli slip lunghi erano realizzati in lino, da cui trae origine il loro nome. Successivamente questi slip lunghi furono realizzati anche in tessuto utilizzando il telaio. I bordi erano ricamati ed erano 20 larghezza cm. Durante l'estate gli uomini indossavano la tëlina insieme ad una camicia chiamata camicia di pneumatico . Shokë era legato intorno alla vita, facendo somigliare la maglietta a un kilt. I tirqe erano realizzati in tonaca, con la qualità del tessuto che variava in base alla quantità di fili utilizzati. I tirqe di alta qualità erano costituiti da 20 fili di tessuto, mentre quelli di qualità inferiore ne contenevano solo da due a tre. Il livello economico determinava chi indossava quali tirqe.Tuttavia, tradizionalmente a Podgur venivano indossate tirqe bianche con corde nere, mentre le tirqe nere erano rare tra i ragazzi e considerate famigerate poiché venivano indossate di notte per evitare di attirare l'attenzione. I calzini, fatti di lana di pecora, andavano dalla punta al tallone e talvolta raggiungevano il ginocchio. Alcune persone indossavano sopra di essi un tipo di calzini corti chiamati meste. Erano fatti di lana e pelle di toro, mentre i mocassini erano fatti di pelle di pecora. Dopo la seconda guerra mondiale i mocassini erano costituiti da fili di diverse cravatte e cotone. Invece di opinga venivano chiamati yrnek. All'epoca, gli uomini indossavano una varietà di accessori, tra cui anelli, qystek të sahatit (orologi da tasca), e così via. Le armi, come il revolver, erano anch'esse considerate accessori comuni per gli uomini. La semplicità caratterizzava l'abbigliamento degli anziani, il cui capo di abbigliamento più significativo era il Goxhufi, una sorta di gilet realizzato in pelle di agnello. Questo indumento, senza maniche e talvolta lungo fino al ginocchio, era reversibile a seconda delle condizioni climatiche.

### Abbigliamento donna
Abbigliamento per ragazze

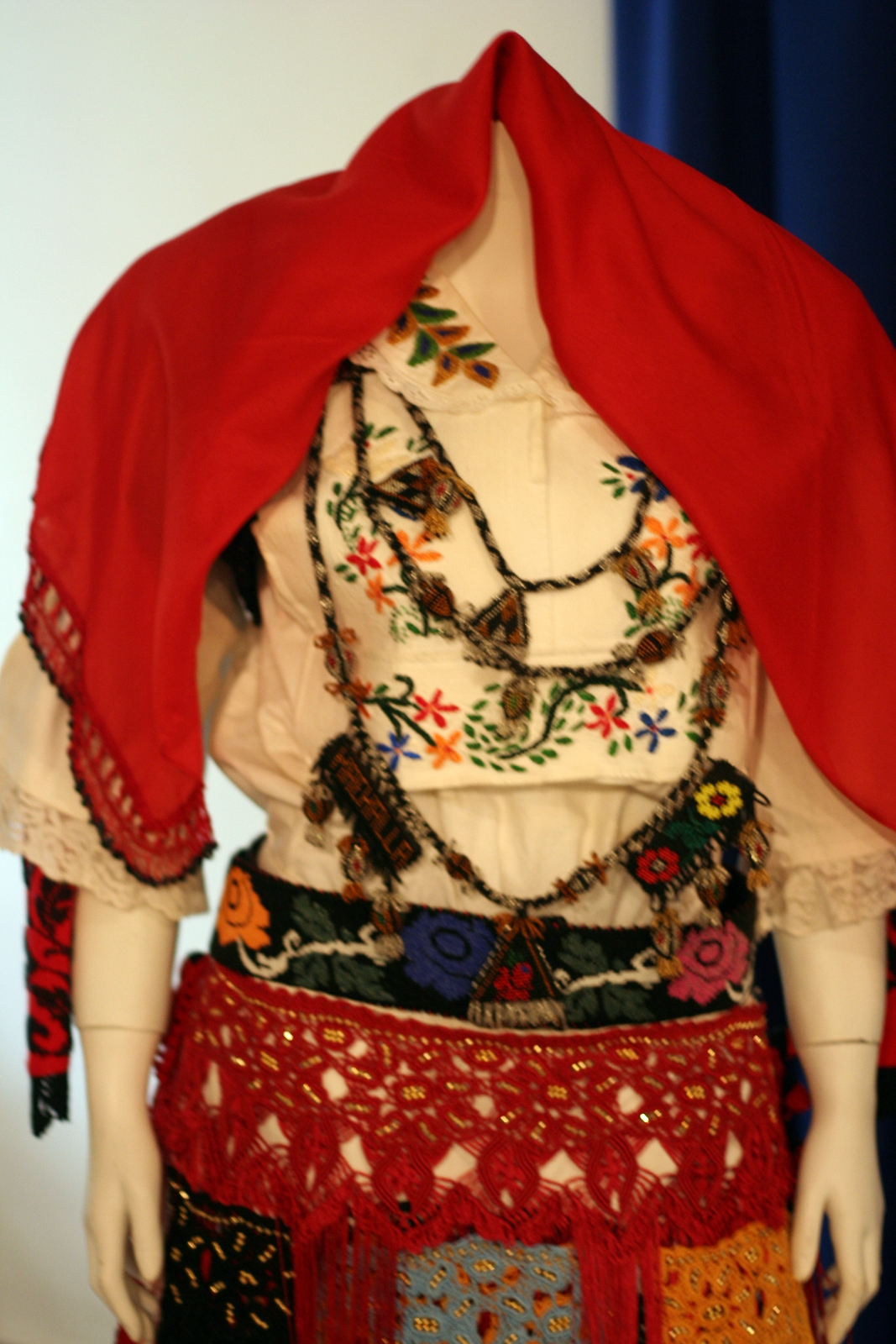
Abbigliamento per giovani donne. Il ricamo floreale simboleggia la vitalità e la giovinezza.

Anche se i costumi delle ragazze non sono considerati particolarmente distintivi o unici rispetto all'abbigliamento femminile, hanno comunque subito numerose trasformazioni nel corso del tempo. Una parte dell'abbigliamento delle ragazze comprendeva un'acconciatura simile a quella dei ragazzi. Le camicie indossate erano simili a quelle delle donne, sebbene fossero molto più semplici. Le ragazze indossavano anche una sorta di gonna attillata chiamata pështjellci, lunga fino al ginocchio e realizzata con fili di lana tessuti su un telaio. Negli ultimi anni, queste gonne sono state prodotte anche con fili di lino. Lungo il bordo della gonna, erano ricamati vari disegni floreali che simboleggiavano la giovinezza e la vitalità. I loro mocassini erano identici a quelli delle donne. Tuttavia, l'abbigliamento tradizionale delle ragazze non è stato completamente preservato a causa della transizione al modernismo.
La trasformazione dell'abbigliamento femminile avvenne principalmente durante gli anni tra la prima e la seconda guerra mondiale. I cappelli a forma semisferica decorati con monete d'oro furono sostituiti dai lacci, conosciuti come lidhsa, o nella regione di Istok come hotoz. Anche la struttura delle camicie subì modifiche in questo periodo. Al posto delle camicie di stoffa, divennero più comuni le këmisha e arrës, che facevano parte anche dell'abbigliamento maschile. Le maniche furono accorciate fino al gomito e resero più strette. Con il taglio delle maniche, venne introdotto un diverso tipo di materiale per coprire la parte del palmo fino al gomito, realizzato in filo di lana e conosciuto come mëngët o maniche. Di solito, queste erano lavorate a maglia e presentavano una varietà di colori.

## Tipi di abbigliamento tradizionale in Kosovo

### Abbigliamento Donna
L'abbigliamento femminile è meglio preservato rispetto a quello maschile nelle regioni del Kosovo, con variazioni regionali evidenti.

#### AbbigliamentoPështjellak
L'abbigliamento più famoso era chiamato pështjellak e consisteva in una lunga camicia bianca e due pështjellak (un grembiule bianco), quello davanti e quello dietro. ''pështjellaku i parmë'', ovvero il grembiule anteriore, è lungo quanto la camicia ed è stato realizzato su misura per adattarsi ai fianchi della donna. ''pështjellaku i pasëm'', il grembiule posteriore era più corto di quello anteriore. Altri componenti di questo abbigliamento erano : ''tëlina't' (biancheria intima tradizionale), ''jeleku'' - ricorda un gilet corto ricamato, ''shokë'' un grande tessuto di lana che circonda la vita, tradizionali calzini neri e sciarpe di diversi colori. Gli accessori erano molto apprezzati dalle donne: collane, braccialetti e anelli d'oro e d'argento. I calzini erano tradizionalmente neri e venivano indossati con scarpe chiamate "opinga", fatte di pelle di diversi animali.

#### AbbigliamentoXhubleta
Un altro capo di abbigliamento altrettanto famoso è l'abbigliamento Xhubleta . Una xhubleta è una gonna ondulata a campana tenuta da due cinghie sulle spalle, indossata sopra una camicia di lino bianco a maniche lunghe. La sua trama è costituita da lunghe cinghie nere sospese incise nel materiale, che solitamente era velluto di castagna. I calzini e le scarpe erano gli stessi degli indumenti pështjellak . Nella regione di Rugova (ovest kosovaro) l'abbigliamento xhubleta veniva indossato soprattutto dopo la seconda guerra mondiale .

#### AbbigliamentoDukagjini
Il Veshja e Dukagjinit era costituito da una camicia bianca a maniche lunghe. Anche le tëlina sono di cotone, ma presentano ricami vivacemente colorati sui bordi. Dalla vita in su, le donne indossavano un gilet senza maniche decorato con fili dorati, aperto sul davanti e abbottonato con bellissimi fermagli. Anche i due pështjellak sono una caratteristica di questo tipo di abbigliamento. I calzini erano di lana e gli “opinga” erano realizzati in pelle di bovino. I motivi decorativi degli abiti di questa regione sono zoologici, botanici e geometrici; quelli del serpente, del gallo e del sole sono legati alle antiche credenze dei pagani illirici. Normalmente questo indumento era diverso per le spose, che avevano maniche ricamate con motivi asimmetrici di colori non distintivi.

#### Vestiti di Has

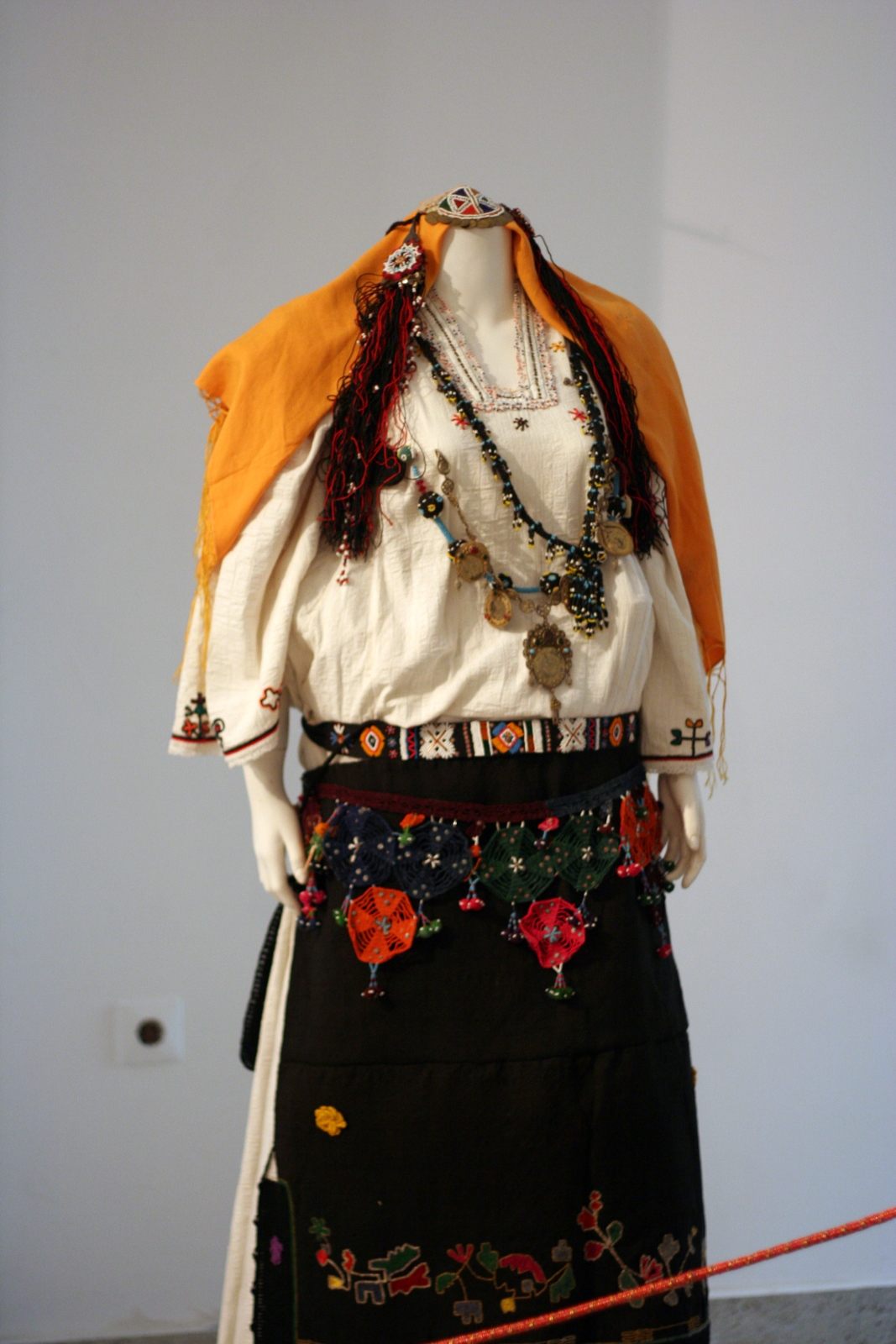
"Ha" abbigliamento femminile

### Abbigliamento da uomo
L'abbigliamento maschile era meno conservato, tuttavia nel corso degli anni appare più unitario. L'abbigliamento maschile non cambiava molto da regione a regione. Un outfit popolare era quello con le fustanelle (una versione del kilt) fino al 1914, durante la prima guerra balcanica . Il più popolare era l'abbigliamento tirqi . L'intero look aveva elementi simili a quelli femminili (camicia bianca, tëlina, shokë, calzini, opinga, jelek (gilet)), tuttavia i tirqi (pantaloni di lana bianca) erano solo una caratteristica dell'abbigliamento maschile. La maglietta e gli slip della 'tlina' erano esclusivamente bianchi. I colletti delle camicie erano a forma di T e le maniche delle loro camicie avevano semplici ricami bianchi. Dalla vita in su, gli uomini indossavano jelek (gilet) o xhamadan, un tradizionale tessuto di lana occidentale che di solito era bianco ma si trovava anche in colori scuri. Gli accessori da uomo erano i "gajtan" - una lunga corda nera, bottoni decorati nei loro jelek e xhamadanë e fermagli metallici. Questi giubbotti erano progettati in modo tale da consentire al portatore di muovere liberamente le mani e le maniche pendevano liberamente all'indietro. I tirqi erano sempre decorati intorno alla vita, alle tasche e verticalmente in lunghezza con cuciture nere. Gli uomini indossavano calzini bianchi di lana e scarpe di pelle di bestiame. In testa portavano il plis, berretto di lana, e il marhama, una grande sciarpa bianca che cinge la testa e il collo, coprendo il plis . Il marhama ha origine dagli Illiri. Altri accessori erano qystek, una grande catena d'oro che mettevano sulle spalle, sahati : un orologio da tasca, un portasigarette insieme a un accendino intagliato e diversi anelli d'argento. Di tanto in tanto, gli uomini tenevano le pistole nello shokë . Le differenze che questi vestiti avevano da regione a regione erano piccole: avrebbero potuto essere indossati più stretti o più larghi, le decorazioni nei loro tirqi avrebbero potuto essere decorate con cuciture più spesse o più sottili. C'erano decorazioni che implicavano un certo status economico, status sociale o gerarchia sociale. Ad esempio, 3 fili d'oro in tirqi implicavano il celibato, mentre 12 fili d'oro implicavano il matrimonio. 24 fili d'oro implicavano ricchezza e potere, e i più ricorrenti erano negli uomini più anziani.